# Elliot S. N. Morgan

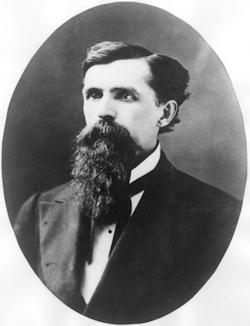
Elliot Morgan

Elliot Stetson Neal Morgan (* 19. Januar 1832; † 21. April 1894) war ein US-amerikanischer Politiker (Republikanische Partei), der zweimal kommissarischer Gouverneur des Wyoming-Territoriums war.
Morgan bekleidete von 1880 bis 1887 das Amt des Secretary of Wyoming Territory. Nach dem Tod von Gouverneur William Hale war er vom 13. Januar 1885 bis zum 28. Februar 1885, einen Zeitraum von 46 Tagen, als kommissarischer Gouverneur des Territoriums tätig. Als Gouverneur George W. Baxter später von seinem Amt zurückgetreten war, sprang er erneut ein. Er bekleidete das Amt vom 20. Dezember 1886 bis zum 24. Januar 1887, ein Zeitraum von 35 Tagen.